# Kwas lipotejchojowy
Kwas lipotejchojowy (LTA, ang. lipoteichoic acid) – naturalnie występujący organiczny związek chemiczny. Jest związkiem amfifilowym połączonym z glikolipidami błony komórkowej bakterii Gram-dodatnich. Uwalniany podczas bakteriolizy indukowanej lizozymem lub na skutek działalności antybiotyków beta-laktamowych. Warunkuje rozwój reakcji zapalnej do rozwinięcia sepsy włącznie.
Kwasy lipotejchojowe różnią się między sobą długością łańcucha glicerofosforanowego oraz podstawnikami.